# Euryomma americanum
Euryomma americanum är en tvåvingeart som beskrevs av Chillcott 1961. Euryomma americanum ingår i släktet Euryomma och familjen takdansflugor.
Artens utbredningsområde är Kalifornien. Inga underarter finns listade i Catalogue of Life.